# Христо Цветков
Христо Цветков Поповски е български революционер, деец на Вътрешната македоно-одринска революционна организация.

## Биография
Цветков е роден през 1877 година в костурското село Кономлади, тогава в Османската империя, днес Макрохори, Гърция. Влиза във ВМОРО и в 1900 година е четник при Коте Христов.
Участва в Илинденско-Преображенското въстание през лятото на 1903 година. След въстанието е сред малкото дейци на ВМОРО, които остават в Македония, и заедно с Митре Влаха се сражава на новия фронт срещу четите на гръцката пропаганда. След смъртта на Митре Влаха Христо Цветков е определен за районен войвода на Костурски революционен район като негови помощници са Кузе Попдимов, Трайко Желевски и Пандо Чулков, а Тодор Дочев и Търпо Георгиев действат отделно.
В 1907 година Цветков е начело на 30-членната костурска чета на път от България за Костурско, която взима участие в епичната битка на връх Ножот и в мнозинството си е унищожена.
| Чета на Христо Цветков, юни 1907 година | Чета на Христо Цветков, юни 1907 година | Чета на Христо Цветков, юни 1907 година | Чета на Христо Цветков, юни 1907 година | Чета на Христо Цветков, юни 1907 година |
| Номер                                   | Име                                     | Селище                                  | Околия                                  | Забележка                               |
| --------------------------------------- | --------------------------------------- | --------------------------------------- | --------------------------------------- | --------------------------------------- |
| 1.                                      | Христо Цветков                          | Кономлади                               | Костурска                               |                                         |
| 2.                                      | Стоян Чекаларов                         | Смърдеш                                 | Костурска                               |                                         |
| 3.                                      | Кузма Бакрачев                          | Вишени                                  | Костурска                               |                                         |
| 4.                                      | Атанас Петров                           | Бух                                     | Леринска                                |                                         |
| 5.                                      | Христо Попов                            | Шестеово                                | Костурска                               |                                         |
| 6.                                      | Георги п. Ангелов                       |                                         | Силистренска                            |                                         |
| 7.                                      | Иван Петков                             | Варна                                   |                                         |                                         |
| 8.                                      | Георги Янакиев                          | Кономлади                               | Костурска                               |                                         |
| 9.                                      | Атанас Щерьов                           | Ловради                                 | Костурска                               |                                         |
| 10.                                     | Атанас Търпенов                         | Дъмбени                                 | Костурска                               |                                         |
| 11.                                     | Атанас Трайков                          | Поздивища                               | Костурска                               |                                         |
| 12.                                     | Анастас Иванов                          | Кономлади                               | Костурска                               |                                         |
| 13.                                     | Атанас Сотиров                          | Хамзабей                                | Кърклисийска                            |                                         |
| 14.                                     | Кузма Николов                           | Нестрам                                 | Костурска                               |                                         |
| 15.                                     | Миле Петков                             | Чеглаик                                 | Кърклисийска                            |                                         |
| 16.                                     | Стамо Недев                             | Малко Търново                           | Одринска                                |                                         |
| 17.                                     | Стоян Тодоров                           | Сатъкьой                                | Люлебургаска                            |                                         |
| 18.                                     | Неделчо Монев                           | Свобода                                 | Чирпанска                               |                                         |
| 19.                                     | Пешко Д. Бойчев                         | Свобода                                 | Чирпанска                               |                                         |
| 20.                                     | Тошо Желев                              | Свобода                                 | Чирпанска                               |                                         |
| 21.                                     | Димитър Начев                           | Кърджалево                              | Борисовградска                          |                                         |
| 22.                                     | Иван Петков                             | Търново                                 | Узункюпрюлска                           |                                         |
| 23.                                     | Алекси Диков                            | Граматиково                             | Малкотърновска                          |                                         |
| 24.                                     | Григор Симеонов                         | Спростране                              | Битолска                                |                                         |
| 25.                                     | Петър Христов                           | Карнобат                                |                                         |                                         |
| 26.                                     | Ламбри Иванов                           | Косинец                                 | Костурска                               |                                         |
| 27.                                     | Георги Василев                          | Видело                                  | Костурска                               |                                         |
| 28.                                     | Атанас Янев                             | Търсие                                  | Леринска                                |                                         |
| 29.                                     | Анастас Х. Симиджиев                    | Бабшор                                  | Костурска                               |                                         |
| 30.                                     | Петър Ефтимов                           | Кюстендил                               |                                         |                                         |
| 31.                                     | Теню Делчев                             | Хасково                                 |                                         |                                         |
| 32.                                     | Христо Ижопов ?                         | Жупанища                                | Костурска                               |                                         |
| 33.                                     | Димитър Мурджев                         | Тиолища                                 | Костурска                               |                                         |
| 34.                                     | Иван Вълев                              | Ичера                                   | Котленска                               |                                         |
| 35.                                     | Анастас Ангелов                         | Кономлади                               | Костурска                               |                                         |
| 36.                                     | Трендафил Думбалаков                    | Сухо                                    | Солунска                                |                                         |
| 37.                                     | Наум Илиев                              | Битоля                                  |                                         |                                         |
| 38.                                     | Драго Бояджиев                          | София                                   |                                         |                                         |
| 39.                                     | Иван Николаев                           | Пловдив                                 |                                         |                                         |
| 40.                                     | Димитър п. Андонов                      | Таваличево                              | Кюстендилска                            | [ 3 ]                                   |

Взима участие в сражението край Дреновени от 31 юли 1907 година, в което загива Пандо Кляшев.
При избухването на Балканската война в 1912 година е доброволец в Македоно-одринското опълчение и е войвода на чета №25 от 14 души и действа в Демирхисарско. По-късно е в Костурската чета и служи в Нестроевата рота на 13 кукушка дружина, а през Междусъюзническата война е в Сборната партизанска рота на МОО. Попада в гръцки плен и е освободен едва на 4 март 1914 година.
По време на Първата световна война главното командване на българската войска дава разрешение на Христо Цветков да води борба със сръбските чети в Македония.
Георги Константинов Бистрицки пише за него в 1919 г.:
| „ | Христо Цветков от с. Кономлади, съучастник при премахването на главните золумджии в Костурско, отличил се в много сражения преди и след въстанието с турски аскер и гръцки банди, останал до край при роба подобно на Митре Влаха – да поддържа духа му при най-критичните времена, по чудо спасяван много пъти – особено при унищожението на Кляшевата чета до с. Дреновени, е жив, но изгнаник и клетник, с най-тъжни спомени за родината. | “ |

През 1921 година се включва в дейността на МФРО, заедно с Филип Атанасов, Павел Христов, Ангел Василев и Крум Зографов се среща в Тирана с члена на ЦК на ВМРО Александър Протогеров, на която уговарят общи действия. На 15 март 1923 година четите на Ив. Филев и Христо Цветков водят сражение с гръцка част в Корещата, след което се изтеглят в Албания.
Живее във Виена, където контактува с Георги Занков, Филип Атанасов и Славе Иванов. Присъединява се към Вътрешната македонска революционна организация (обединена) и заедно с Лазар Поповски привлича Кръсте Льондев към организацията. В началото на 1926 година ЦК на ВМРО (обединена) дава на Поповски и Цветков пари, за да организират база на обединистите в Албания. Заминава за Албания заедно с Георги Занков през есента на 1926 година. Опитва се без успех да вербува за ВМРО (обединена) и заловени в Тирана автономистки четници. Според Дечо Добринов, който обаче не се позовава на документи, Поповски и Цветков „изглежда... всъщност са агент-провокатори на сръбското контраразузнаване, което под формата на „обединисти“ ги използва за разстройване работата и нелегалната мрежа на ВМРО в Западна Македония и Албания“.
Умира през 1934 година в село Ново Кономлади. През 1996 г. в центъра на селото е открит паметник на войводата.